# Bielany (Varsovie)
Pour les articles homonymes, voir Bielany.
Bielany est un arrondissement de Varsovie situé au nord-ouest de la ville. Il joue un rôle plutôt résidentiel car il comprend quelques cités à caractère plutôt suburbain. L'arrondissement est bordé au sud par ceux de Bemowo et Żoliborz, à l'est par la Vistule et l'arrondissement de Białołęka et au nord par les villes de Izabelin et Łomianki.

## Quartiers
L'arrondissement de Bielany est divisé en 14 quartiers :
- Chomiczówka
- Huta
- Las Bielański (Forêt de Bielański)
- Młociny
- Marymont-Kaskada
- Marymont-Ruda
- Piaski
- Placówka
- Radiowo
- Słodowiec
- Stare Bielany
- Wólka Węglowa
- Wawrzyszew
- Wrzeciono

## Transports en commun
Dans cet arrondissement, se trouvent 4 stations de métro de la Ligne 1 du métro de Varsovie: Słodowiec, Stare Bielany, Wawrzyszew et Młociny.

## Photographies

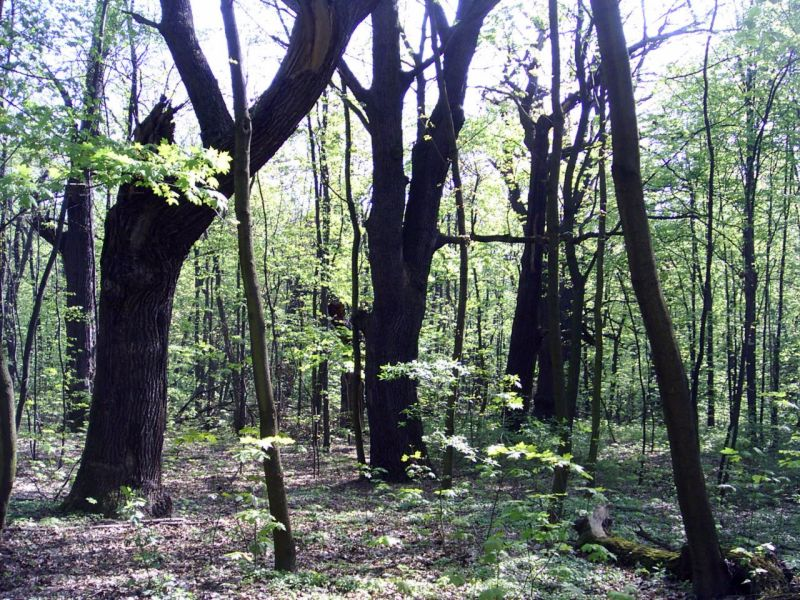
Réserve naturelle de Las Bielański
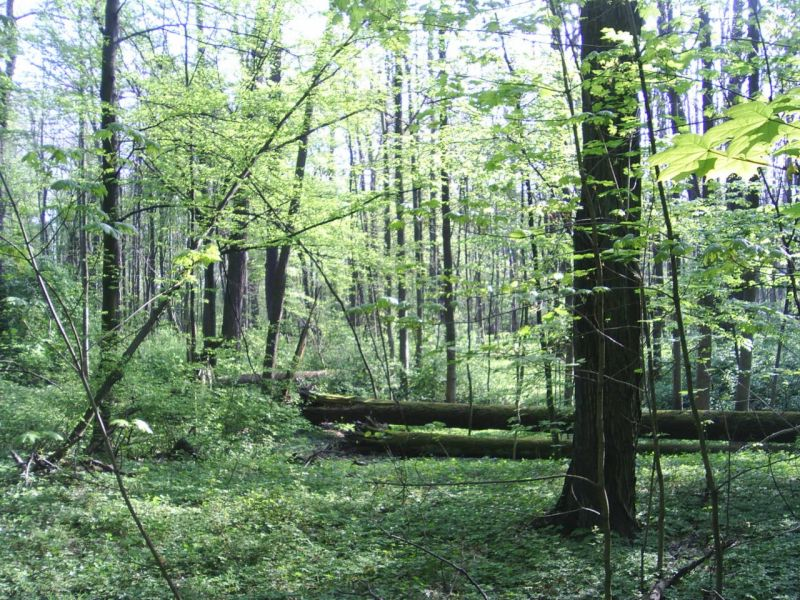
Réserve naturelle de Las Bielański
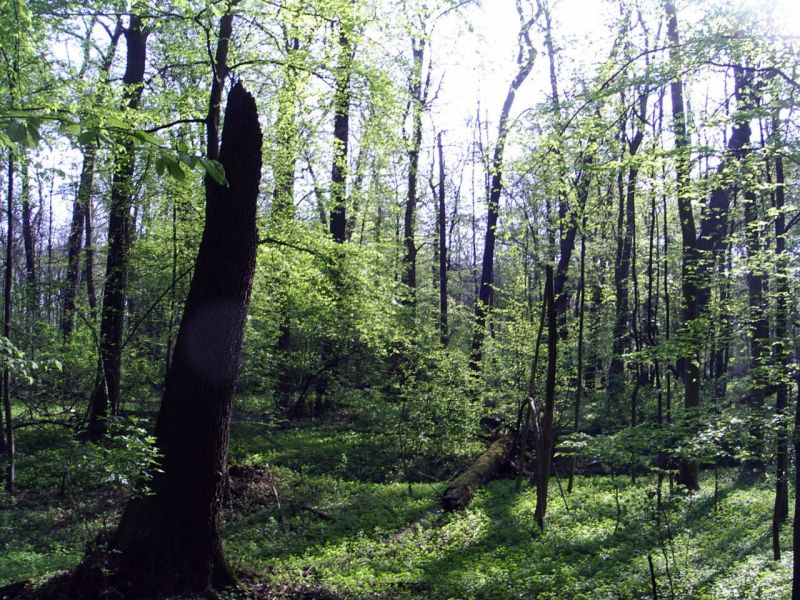
Réserve naturelle de Las Bielański

## Lieux
- Plac Konfederacji (Varsovie)

## Personnalités liées au quartier
Lidia Lwow-Eberle (1920-2021), archéologue et résistante polonaise était une habitante de ce quartier.